# Warehouse 13
Warehouse 13 ou L'Entrepôt 13 au Québec est une série télévisée américaine en 65 épisodes de 42 minutes créée par Jane Espenson et D. Brent Mote, diffusée entre le 7 juillet 2009 et le 19 mai 2014 sur Syfy aux États-Unis, et au Canada à partir du 23 avril 2010 sur Citytv.
En France, la série est diffusée du 5 janvier 2010 au 13 janvier 2015 sur Syfy en version multilingue ; et au Québec, du 8 mars 2010 au 31 décembre 2015 sur Ztélé.

## Synopsis
Après avoir sauvé la vie du président des États-Unis, deux agents du Secret Service sont nommés à un nouveau poste dans le Dakota du Sud au sein d'un entrepôt « spécial » nommé Warehouse 13. C'est un service qui abrite les objets aux propriétés surnaturelles qui ont été collectés par une entité supranationale à travers les siècles. Le duo a alors pour mission de récupérer d'éventuels nouveaux artefacts susceptibles de mettre la population en danger.

## Distribution

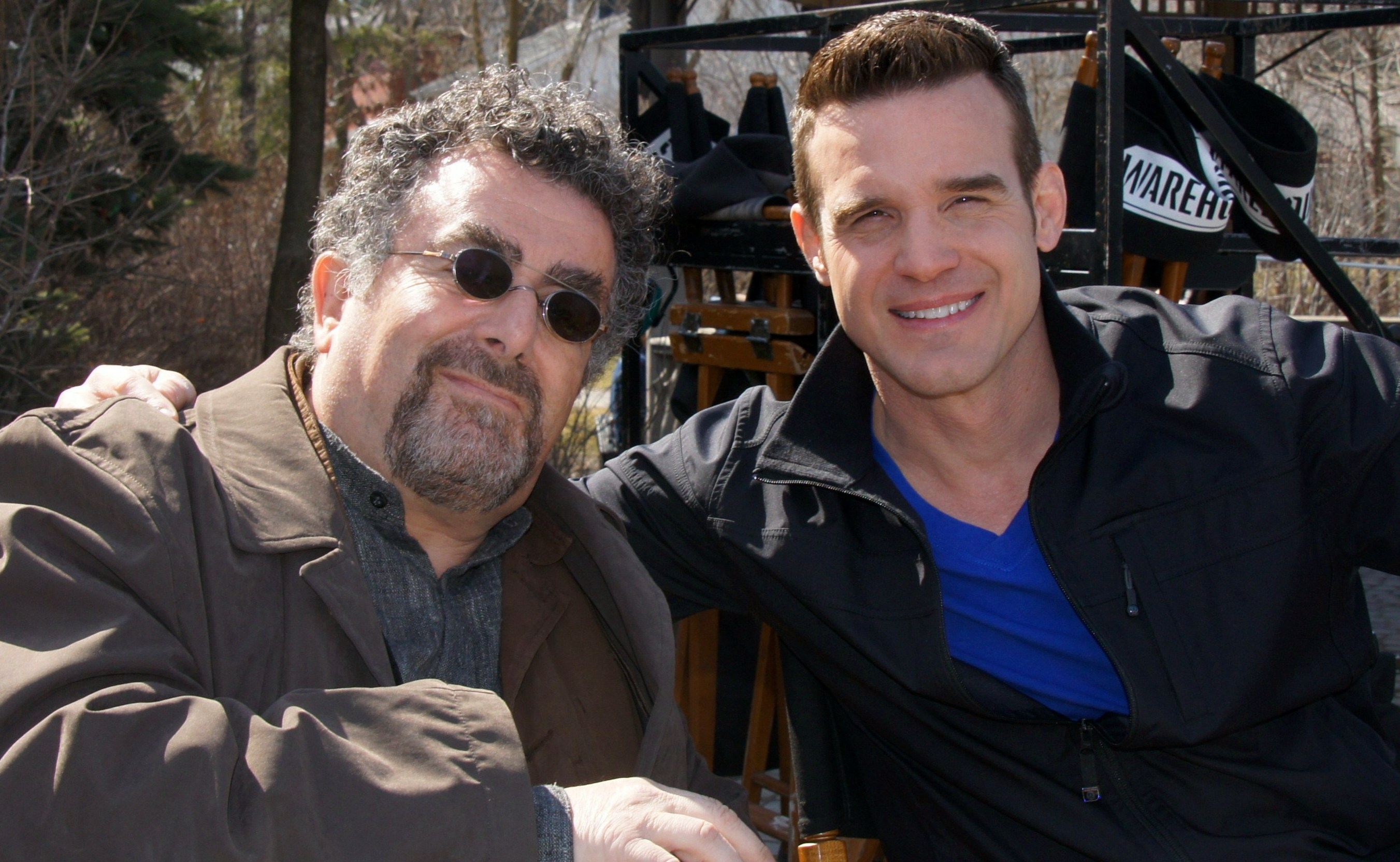
Saul Rubinek et Eddie McClintock

### Acteurs principaux
- Eddie McClintock (VF : Benjamin Pascal) : agent Pete Lattimer
- Joanne Kelly (VF : Marie Zidi) : agent Myka Bering
- Saul Rubinek (VF : Pascal Casanova) : Arthur « Artie » Nielsen
- Genelle Williams (VF : Fily Keita) : Leena (saisons 1 à 4, invitée saison 5)
- Allison Scagliotti-Smith (VF : Sylvie Jacob) : agent Claudia Donovan (récurrente saison 1, principale depuis saison 2)
- Aaron Ashmore (VF : Stéphane Pouplard) : agent Steve Jinks (récurrent saison 3, principal depuis saison 4)
- CCH Pounder (VF : Michèle Bardollet) : Irène Frédéric (saisons 1 à 5)

### Acteurs récurrents
- Roger Rees (VF : Olivier Rodier) : James MacPherson (saisons 1 à 3, invité saison 4, épisode 11)
- Simon Reynolds (VF : Philippe Catoire) : Daniel Dickinson (saisons 1 et 2)
- Tyler Hynes (en) (VF : Guillaume Lebon) : Joshua Donovan (saison 1, 2 et 4)
- Faran Tahir (VF : Michel Vigné) : Adwin Kosan (invité saison 1, récurrent saisons 2 à 5)
- Mark Sheppard (VF : Marc Saez) : Benedict Valda (invité saison 1, épisode 11, récurrent saisons 2 et 5)
- Jaime Murray (VF : Marion Valantine) : H. G. Wells, personnage inspiré du romancier H. G. Wells (1866 - 1946) (saisons 2 à 5)
- Paula Garcés (VF : Véronique Desmadryl) : Dr Kelly Hernandez (saisons 2 et 5)
- Nolan Gerard Funk (VF : Donald Reignoux) : Todd (saison 2)
- Lindsay Wagner (VF : Dominique Macavoy) : Dr Vanessa Calder (invitée saison 2, épisodes 7 et 11 / récurrente saisons 3 à 5)
- Kate Mulgrew (VF : Anne Jolivet puis Micky Sébastian) : Jane Lattimer (saisons 3 et 4)
- Ashley Williams (VF : Véronique Picciotto) : agent du FBI Sally Stukowski (saison 3)
- Anthony Michael Hall (VF : Mathieu Buscatto) : Walter Sykes (saison 3, invité saison 4, épisode 1)
- Sasha Roiz (VF : Vincent Ropion) : Marcus Diamond (saison 3)
- Brent Spiner (VF : Michel Voletti) : le frère Adrian (saison 4)
- Kelly Hu (VF : Ivana Coppola) : Abigail Cho successeur de Leena à la pension, ancienne photographe et psychologue (saisons 4 et 5)
- James Marsters (VF : Serge Faliu) : le professeur Sutton (saison 4)
- Josh Blaylock (en) (VF : Léonard Hamet) : Nick Powell (saison 4)
- Polly Walker (VF : Juliette Degenne) : Charlotte Duprés (saison 4)
- Anthony Stewart Head (VF : Nicolas Marié) : Paracelse (saisons 4 et 5)
- Chryssie Whitehead (en) (VF : Emmanuelle Hamet-Pailly) : Claire Donovan (saison 5)
- René Auberjonois : Hugo Miller (saisons 2 à 5)
Version française
  - Société de doublage : Calumet Productions[4],[5]
  - Direction artistique : Luq Hamet[4]
  - Adaptation des dialogues : Marie Desprez et Vincent Szczpanski[4]
  - Mixage : Jean-Wilfried Parrini[4]

 Source et légende : version française (VF) sur RS Doublage et Doublage Séries Database

## Production

### Développement
En décembre 2005, le projet de la série a été annoncé et produit par Ronald D. Moore.
Le 25 octobre 2007, Sci Fi Channel a commandé un pilote de deux heures, basé sur un script de Rockne O'Bannon, Jane Espenson et D. Brent Mote, produit par Universal Media Studios. Après avoir visionné le pilote, la chaîne a commandé la série le 19 septembre 2008. Après le casting principal, la production a débuté en février 2009. La série a été lancée le même jour où « Sci Fi Channel » a changé de nom pour « Syfy ».
Le 20 août 2009, la série a été renouvelée pour une deuxième saison de treize épisodes.
Le 20 septembre 2010, la série a été renouvelée pour une troisième saison de treize épisodes.
Le 12 août 2011, la série a été officiellement renouvelée pour une quatrième saison de treize épisodes sur Syfy. Puis, le 13 janvier 2012, Syfy a commandé sept épisodes supplémentaires à la quatrième saison, soit un total de vingt épisodes.
Le 17 mai 2013, la série a été officiellement renouvelée pour une cinquième et dernière saison de six épisodes.

### Casting
En mai 2008, les rôles ont été attribués dans cet ordre : Eddie McClintock, Joanne Kelly, Saul Rubinek et CCH Pounder.
En avril 2009, l'actrice Allison Scagliotti-Smith a rejoint la distribution principale.
Récurrent durant la troisième saison, Aaron Ashmore est promu à la distribution principale pour la quatrième saison.

### Tournage
La série est tournée à Dundas, à Stouffville, à Pickering et à Toronto en Ontario, au Canada. Il est à noter que certaines scènes ont probablement été aussi tournées au Québec, l'exemple le plus probant étant dans l'épisode 6 de la deuxième saison, à 4 minutes 49 secondes, on voit apparaître l'hôtel de ville de Montréal. Bien que ce lieu de tournage ne figure nulle part, on reconnaît très bien l'architecture du bâtiment dans cette séquence quand on la compare avec une vue quasi identique dans Google Maps en mode Streetview.

### Fiche technique
- Titre original et français : Warehouse 13
- Titre québécois : L'Entrepôt 13
- Création : Rockne S. O'Bannon (épisode pilote), Jane Espenson et D. Brent Mote
- Réalisation : Vincent Misiano, Constantine Makris, Jace Alexander, Matt Earl Beesley, Stephen Cragg, etc.
- Scénario : Jane Espenson, D. Brent Mote, David Simkins, Drew Z. Greenberg, Michael P. Fox, Bob Goodman, Ian Stokes, Ben Raab, etc.
- Direction artistique : Peter Grundy et Michele Brady
- Décors : Franco De Cotiis ; Zeljka Alosinac (plateau)
- Costumes : Joanne Hansen
- Photographie : Derick V. Underschultz, Michael McMurray, David Herrington
- Montage : John Peter Bernardo, John Heath, Harry B. Miller III, Andrew Seklir, Seagan Ngai
- Musique : Edward Rogers
- Casting : Robin D. Cook, Suzanne Goddard-Smythe, Julie Tucker, Ross Meyerson
- Production : Stephen Surjik, Mark Winemaker
  - Production exécutive : Jane Espenson et D. Brent Mote (épisode pilote), David Simkins, Jack Kenny, Nell Scovell, Andrew Kreisberg, Jace Alexander, etc.
- Société(s) de production : Universal Cable Productions et Syfy
- Société(s) de distribution (télévision) : Syfy (États-Unis, Royaume-Uni et France) ; Universal Studios Home Entertainment (DVD - États-Unis)
- Pays d'origine : voir TOURNAGE
- Langue originale : anglais
- Format : couleur - 35 mm - 1,78:1 - son Dolby Digital
- Genre : science-fiction, fantastique
- Durée : 42 minutes

 Sauf indication contraire, les informations mentionnées dans cette section peuvent être confirmées par la base de données cinématographiques IMDb,  présente dans la section « Liens externes ».

### Diffusions internationale
En version originale
- États-Unis : du 7 juillet 2009 au 19 mai 2014 ;
- Canada : les deux premières saisons ont été diffusées à partir du 23 avril 2010 sur Citytv[22], puis la troisième saison à partir du 1er septembre 2011 sur Showcase[23].

En version française
- France : la première saison a été diffusée du 5 janvier au 9 février 2010 sur Syfy Universal France et du 4 mai au 8 juin 2010 sur NRJ 12 ; la deuxième saison du 4 janvier au 15 février 2011 sur Syfy et du 3 mai au 7 juin 2011 sur NRJ 12 ; la troisième saison depuis le 10 janvier 2012 sur Syfy[24].
- Québec : la première saison a été diffusée du 8 mars 2010 au 31 mai 2010 ; la deuxième saison du 11 janvier 2011 au 5 avril 2011 ; la troisième saison depuis le 23 janvier 2012 sur Ztélé.
- Aucune diffusion concernant la Suisse et la Belgique n'est connue.

## Épisodes
La série compte cinq saisons, les trois premières composées de treize épisodes, une quatrième de vingt épisodes et une cinquième de six épisodes pour conclure la série.

## Univers de la série

### Personnages

#### Principaux
Agent Pete Lattimer
Il vient de l'Ohio. Il apprend que sa mère, Jane Lattimer, est une des régentes de l'entrepôt car elle ne lui avait jamais dit. Son père, dont seul son initiale : M. est connu, était pompier. Il est mort lors d'un incendie lorsque Pete n'avait que douze ans. Il a une sœur, Jannie qui est sourde. C'est un ancien Marine. Il a été brièvement marié à Amanda, ils ont divorcé car Pete avait de gros problèmes avec l'alcool. Il a un don spécial qui lui permet de sentir les bonnes ou les mauvaises ondes.
Agent Myka Ophelie (Ophelia en VO) Bering
Elle a vécu dans le Colorado, ses parents tiennent une librairie appelée Bering and Sons (Bering et Fils) même si elle n'a pas de frères. Elle a une sœur, Tracy. Contrairement à elle, Myka a un côté « garçon manqué ». Elle a fait partie des Girls Scouts. Elle apprenait les langues et l'escrime pendant que sa sœur pouvait jouer. Elle décrit Tracy comme la reine des Pompom Girls et la fille dont tous les garçons étaient amoureux. C'est aussi une grande amatrice de livres, un de ses auteurs préférés est Shakespeare.
Elle est très proche de Pete, qu'elle décrit comme le grand frère qu'elle n'a jamais eu.
C'est un ancien agent des Services Secrets, elle a une très bonne mémoire photographique. En plus d'être un agent de terrain très efficace, elle sait parler plusieurs langues comme le russe, le latin, l'espagnol, l'italien, l'arabe et le français.
Agent Arthur « Artie » Nielsen
Il a grandi en Pennsylvanie. Il est issu d'une famille juive russe. En plus de l'anglais, il parle couramment russe, allemand et français et il peut également lire le latin.
Leena
Leena dirige la pension dans laquelle habitent les agents de l'entrepôt. Elle est capable de percevoir l'aura des personnes qu'elle rencontre. Elle meurt au cours de la saison 4, tuée par la folie d'Artie.
Claudia Donovan
Ses parents sont morts quand elle était jeune et a été élevée par son frère Joshua. Lorsqu'il disparaît, elle fait un séjour en hôpital psychiatrique puis est placée dans un foyer d'accueil. Elle a aussi une sœur, maintenue dans un coma artificiel par artefact à cause des excès de colère causé par la boite à musique.
Elle est intelligente, très douée en informatique, chante et joue de la guitare. Elle devient dans le futur le gouverneur de l'Entrepôt 13 en remplacement de Irene Frederic (dernier épisode de la série). Irene Frederic l'avait choisie pour lui succéder.
Agent Steve Jinks
Ancien membre de la police, il est à l'origine recruté pour remplacer Myka qui a démissionné mais lorsque cette dernière reprend du service, il arrête de faire équipe avec Pete pour devenir le coéquipier de Claudia Donovan. Ils sont très liés. Steve est tué par les hommes de main de Walter Sykes après les avoir infiltrés.
Lors de la quatrième saison, il est ressuscité par Claudia avec un artefact, le métronome de Johann Nepomuk Mælzel.

#### Récurrents
Irene Frederic
Irène Frederic est le gouverneur actuel de l'Entrepôt 13. Elle a remplacé sa sœur lorsque celle-ci est décédée. En tant que gouverneur, elle possède un lien physiologique et psychologique avec l'entrepôt, ainsi que le don de longévité. Elle accède, entre autres, à l'inventaire de tous les artefacts présents dans l'entrepôt. C'est la plus haut gradé des régents.
James MacPherson
Il a été le coéquipier d'Artie à l'entrepôt et a ensuite trahi ses membres parce qu'il pensait que les artefacts devaient être utilisés pour améliorer le monde. Il devient le pire ennemi de l'entrepôt et se met à faire de la contrebande d'artefacts. Il est tué par H. G. Wells.
Daniel Dickinson
Daniel Dickinson est le supérieur de Pete et Myka. Quand Mme Frederic les débauche pour travailler à l'entrepôt il fait tout pour les récupérer. En effet, il les considère comme deux de ses meilleurs agents. Dickinson a participé à plusieurs enquêtes ce qui ne plaît pas aux régents. Mais Artie prend sa défense devant ces derniers car son aide leur a été utile. Il est tué à l'aide d'un artefact (la chaîne de Torquemada).
Benedict Valda
Il est mort lors d'une mission. Il était l'un des régents de l’entrepôt.
H. G. Wells
De son nom complet "Helena George Wells", elle est la sœur du célèbre écrivain britannique H. G. Wells (Herbert George Wells), c'est elle qui aurait écrit ses livres en s'inspirant des inventions qu'elle a développées au sein de l’entrepôt 12. Sa fille a été tuée par des cambrioleurs alors qu'elle était absente. Elle s'est fait bronzer de son plein gré en espérant se faire débronzer à une meilleure époque. Elle meurt dans l'explosion de l'entrepôt mais est sauvée par Artie quand il remonte le temps avec l'astrolabe de Magellan pour sauver l'entrepôt.

### Liste des artefacts dansWarehouse 13

#### Saison 1
La voiture de Thomas Edison (saison 1, épisode 1)
Origine : Elle a été construite par Thomas Edison pour Henry Ford.
Pouvoir : Elle avance en utilisant l'énergie électrique produite naturellement par le corps humain. Pour la faire fonctionner, il faut mettre ses mains sur la barre de sécurité.
Hélicoptère du vol d'essai no 22 (saison 1, épisode 1)
Origine : Vol d'essai d'un hélicoptère qui a sombré dans le Triangle des Bermudes.
Pouvoir : Son pouvoir est inconnu mais le triangle cherche à le reprendre.
La boîte de Pandore (saison 1, épisode 1)
Origine : L'origine n'est pas connue.
Pouvoir : Elle renferme l'espoir. Lorsque Pandore ouvrit la boîte, tous les maux déferlèrent sur la Terre, entraînant le désespoir et enfermant l'espoir.
Anecdote : La boîte de Pandore est conservée dans une chambre forte en Lutécium, défini dans la série comme le métal le plus dur qui existe.
Le portefeuille d'Harry Houdini (saison 1, épisode 1)
Origine : Il a appartenu à Harry Houdini.
Pouvoir : Il invoque les fantômes qui hantent la personne qui possède le portefeuille. Il a pour habitude de vouloir s'échapper de l’entrepôt.
Le Visiophone (saison 1, épisode pilote et suivants)
Origine : Il a été inventé par Philo Farnsworth.
Pouvoir : Il sert de moyen de communication entre les agents de l'entrepôt comme un téléphone portable avec écran.
Anecdote : Le visiophone peut aussi servir pour transférer de l'énergie. Ses canaux de communication sont sécurisés et on ne peut les pirater.
La bouilloire (saison 1, épisode 1)
Origine : Elle n'est pas connue, mais ses pouvoirs rappellent ceux de la lampe d'Aladdin (exaucer les vœux).
Pouvoir : Celui qui la touche en faisant un vœu voit celui-ci se réaliser. Si le vœu est impossible, la lampe produit un furet. Elle est vide et elle est capable de se mouvoir seule.
La pierre de sang (saison 1, épisode 1)
Origine : Aztèque, XVe siècle, utilisée pour des sacrifices humains.
Pouvoir : Si elle est activée avec du sang, elle peut contrôler l'esprit de quelqu'un. Cette personne est alors poussée à tuer une vierge.
Le ballon de football américain (saison 1, épisode pilote et suivants)
Origine : Construit par l'entrepôt.
Pouvoir : C'est un radar à artéfact. Lorsqu'il est lancé, il revient à son point de départ après avoir fait un tour du monde. Pete aime beaucoup y jouer.
Le pistolet Tesla (saison 1, épisode pilote et suivants)
Origine : Inventé par Nikola Tesla
Pouvoir : Il lance des salves d'électricité pour étourdir une personne et lui faire perdre la mémoire à court terme.
Le peigne de Lucrèce Borgia (saison 1, épisode 2)
Origine : Il a été fabriqué par un alchimiste à la Renaissance.
Pouvoir : Il a la capacité de transférer la conscience de Lucrèce Borgia à celui qui le porte et lui permet de manipuler un nombre indéterminé de personnes.
L'appareil photographique (saison 1, épisode 2)
Origine : Son origine n'est pas connue.
Pouvoir : Il fige la personne photographiée en la changeant en affiche de carton. Pour que la personne ne soit plus figée, il faut la photographier de nouveau.
L'enregistrement d'Eric Marsden (saison 1, épisode 3)
Origine : Enregistré par Marsden dans les années 60-70 mais jamais publié.
Pouvoir : Diffusé dans de bonnes conditions de résonance, il crée un sentiment d'amour et de bonheur chez les auditeurs qui deviennent manipulables.
La lame de la guillotine (saison 1, épisode 3)
Origine : Lame qui a servi à l’exécution de Marie-Antoinette d'Autriche
Pouvoir : Elle produit une explosion en tombant.
Le fauteuil de James Braid (saison 1, épisode 4)
Origine : James Braid, précurseur de l'hypnotisme, y faisait asseoir ses patients..
Pouvoir : Il réveille les pulsions et désirs inconscients des personnes qui s'y sont assises.
Le spectromètre temporel (saison 1, épisode 5)
Origine : Inconnue.
Pouvoir : Il permet de visualiser ce qui s'est passé dans un endroit donné dans les cinq dernières heures.
Le compas de Rheticus (saison 1, épisode 5)
Origine : Il a appartenu au célèbre astronome et mathématicien Rheticus.
Pouvoir : Il permet, combiné à d'autres éléments et selon un schéma précis, de se téléporter.
Le manteau de daim des Lenapes (saison 1, épisode 6)
Origine : Il a été créé par des chamans Lenapes.
Pouvoir : Il permet d'agir sur la consistance, et donc de traverser la matière solide.
L'épine du Sarrasin (saison 1, épisode 7)
Origine : Mal définie, semble remonter à l'époque des croisades.
Pouvoir : Augmente la force et donne la capacité de lancer des éclairs d'énergie. Il a également une volonté propre. Le porteur, à courte échéance, subit une surcharge mortelle.
Le Honjo Masamune (saison 1, épisode 8)
Origine : C'est un katana forgé par le grand maître Masamune.
Pouvoir : Rend invincible au combat. Sa lame est tellement tranchante que lorsqu'il fend la lumière, il rend le porteur invisible.
La grenade à implosion (saison 1, épisode 8)
Origines : Diverses, certains savent encore les fabriquer.
Pouvoir : Détruit la matière au point d'impact, créant un micro trou noir qui aspire tout aux environs.
Le miroir de Lewis Carroll (saison 1, épisode 9)
Origine : Il a été créé par Lewis Carroll.
Pouvoir : Le reflet de la personne dans le miroir devient vivant, le reflet possède alors les mêmes caractéristiques que cette dernière.
Anecdote : Même si on ne sait pas comment, Alice a été enfermée à l'intérieur par d'anciens agents de l'Entrepôt.
La boule disco du Studio 54 (saison 1, épisode 9)
Origine : Elle provient de la boîte de nuit, le Studio 54 de New York, célèbre dans les années 70-80.
Pouvoir : Elle joue une musique disco, tout en projetant une lumière aveuglante. Selon Artie, elle est le réceptacle des pulsions de toutes les personnes ayant fréquenté cette discothèque.
Le jeton de chance du Casino Royale (saison 1, épisode 9)
Origine : Il provient du Casino Royale Hotel & Casino de Las Vegas.
Pouvoir : Il permet de voir le futur proche, mais son utilisation comporte des inconvénients : addiction et plaies des mains.
La blouse de laboratoire de Volta (saison 1, épisode 10)
Origine : C'est une création d'Alessandro Volta.
Pouvoir : Accroît « temporairement » l'attraction bio-magnétique.
La croix de quartz (saison 1, épisode 10)
Origine : Inconnue.
Pouvoir : Neutralise l'effet piézo-électrique induit par d'autres quartz.
L'aspirateur automatique (saison 1, épisode 11)
Origine : Inconnue.
Pouvoir : Comme son nom l'indique, il fait le ménage automatiquement.
Le globe de neige (saison 1, épisode 11)
Origine : Inconnue.
Pouvoir : Il permet de réfrigérer automatiquement un objet. Claudia l'utilise pour refroidir ses sodas.
Le ballon d'entraînement de Baylor (saison 1, épisode 11)
Origine : Il tire probablement son nom d'Elgin Baylor, célèbre joueur de basket-ball.
Pouvoir : Ce ballon de Dodgeball se dédouble à chaque impact sur une personne. Il a servi à des entraînements militaires pour tester agilité et rapidité des recrues, provoquant la mort de cinq d'entre elles.
La bombe de fil collant (saison 1, épisode 11)
Origine : Inconnue.
Pouvoir : Contient un fil composé d'une colle extrêmement forte. Le fil est d'une solidité étonnante tout en conservant son pouvoir adhésif.
Le double de la pension de Neena (saison 1, épisode 11)
Origine : Inconnue.
Pouvoir : Il est possible d'y entrer, mais toute tentative d'en sortir par une porte ou une fenêtre vous y ramène par une autre. Il semble que ces phénomènes soient causés par un tableau fixé au mur du salon, qui représente cette même pièce.
La machine à écrire de Sylvia Plath (saison 1, épisode 11)
Origine : Elle a appartenu à Sylvia Plath, poétesse américaine dont la vie marquée de drames la mena au suicide.
Pouvoir : Elle a la capacité de subjuguer quiconque pose le regard sur elle, la plongeant également dans un état dépressif et lui ôtant le désir de vivre.
La plume et le carnet (saison 1, épisode 12)
Origine : Plume et carnet ayant appartenu à Edgar Allan Poe.
Pouvoir : La plume permet de réaliser ce qui est écrit dans le carnet. La victime doit lire l'inscription.
La lanterne (saison 1, épisode 12)
Origine : Elle a appartenu à Jack l'Éventreur.
Pouvoir : Elle semble hypnotiser les personnes la fixant.
La coupe sévérienne en verre (saison 1, épisode 13)
Origine : La coupe de verre ayant appartenu à l'empereur romain Héliogabale.
Pouvoir : Elle produit, lorsqu'elle est frottée, une onde sonore puissante qui fait souffrir les personnes qui l'entendent. Héliogabale l'utilisait, selon Artie, afin de contrôler les gens, contrant sa propre faiblesse de la sorte.
Le phénix (saison 1,épisode 13)
Origine : Inconnu
Pouvoir : Il permet à celui qui l'utilise de survivre à la mort par les flammes, mais en contrepartie plusieurs personnes devront mourir à sa place.
Le dé à coudre d'Harriet Tubman (saison 1, épisode 12)
Origine : Il appartenait à Harriet Tubman.
Pouvoir : Il permet de prendre l'apparence de n'importe qui.

#### Saison 2
Le gilet d'imperception (saison 2, épisode 1)
Origine : H.G. Wells
Pouvoir : Il permet de se déplacer sans être vu et à grande vitesse. A besoin d'une source d'énergie importante de petite taille.
La perle de discernement (saison 2, épisodes 1 et 3)
Origine : Inconnue.
Pouvoir : Elle permet de prendre le contrôle de la personne qui la porte.
Le masque mortuaire de Dante (saison 2, épisode 1)
Origine : Inconnue.
Pouvoir : Crée un mur de flammes.
Le casque du général Patton (saison 2, épisode 2)
Origine : Le casque du général américain de la 2e GM George S. Patton.
Pouvoir : Permet de communiquer télépathiquement avec une foule. (Apparaît sur l'ordinateur que consulte Artie)
La lestovka de Raspoutine (saison 2, épisode 2)
Origine : La lestovka est l'équivalent du chapelet pour les vieux-croyants orthodoxes.
Pouvoir : Ressuscite les morts.
Le caleçon de Charles Atlas (saison 2, épisode 2)
Origine : Il a appartenu à Angelo Siciliano, alias Charles Atlas (1892-1972), le concepteur du bodybuilding.
Pouvoir : Il a la capacité de modifier la densité des choses.
La caméra et le projecteur de Philo Farnsworth (saison 2, épisode 3)
Origine : Inventés par Philo Farnsworth en 1944 dans le cadre du Projet Gemini.
Pouvoir : Le projecteur matérialise ce que filme la caméra.
L'appareil photo de Man Ray (saison 2, épisode 4)
Origine : Il a appartenu à l'artiste Man Ray.
Pouvoir : Il permet par une double exposition d'échanger « jeunesse et vieillesse » des deux sujets.
Le télégraphe de Telegraph Island (saison 2, épisode 6)
Origine : Telegraph Island (en) (avant poste isolé de l'empire britannique vers le milieu du XIXe siècle)
Pouvoir : interfère avec les ondes cérébrale de l'utilisateur provoquant des hallucinations.
La canne de marche d'éléphant du Brigadier Général Laverlong (saison 2, épisode 6)
Origine : elle a appartenu au brigadier-général Laverlong de Filey
Pouvoir : provoque des secousses sismiques.
La louche de Godfrid (saison 2, épisode 7)
Origine : Elle fut forgée par Godfrid Haraldson, prince viking, à partir de l'armure de ses guerriers tués au combat. Il y faisait boire ses guerriers avant le combat, ce qui les transformait en berserkers.
Pouvoir : Les personnes buvant un liquide dans lequel cette louche a trempé deviennent invincibles. Mais en cas d'abus, il s'ensuit une combustion spontanée.
Les bas de Margaretha Zelle (saison 2, épisode 8)
Origine : Ils ont appartenu à la fameuse espionne et séductrice Mata Hari.
Pouvoir : Une personne qui les effleure se retrouve instantanément charmée jusqu'à l'obsession par la porteuse de l'artefact.
Les presse-livres de Stevenson (saison 2, épisode 8)
Origine : Ils étaient la propriété de Robert Louis Stevenson, l'auteur de Docteur Jekyll et M. Hyde.
Pouvoir : Il s'agit de deux statuettes représentant l'une un aigle, l'autre un lion. Celles-ci permettent, en intervertissant leurs têtes, d'interchanger les esprits et les corps.
La chaîne de Torquemada (saison 2, épisode 9)
Origine : Le chevalet de torture de Tomás de Torquemada.
Pouvoir : Disloque tous les os de la personne visée, comme pourrait le faire un chevalet de torture.
Le fragment du Titanic (saison 2, épisode 9)
Origine : Il provient du naufrage du fameux paquebot.
Pouvoir : Il provoque une hypothermie fatale chez la personne ciblée.
La boule de croquet de Charles II (saison 2, épisode 9)
Origine : Elle appartenait à Charles II d'Angleterre.
Pouvoir : Elle est « chargée de toute la fureur d'un roi mauvais perdant », d'après Artie. Une fois frappée elle ricoche durant des heures à grande vitesse.
La machine à remonter le temps (saison 2, épisode 10)
Origine : C'est une invention de Helena G. Wells.
Pouvoir : Elle permet de transférer sa conscience dans le corps d'une personne appartenant au passé pour une durée de 22 heures et 19 minutes.
Le système de protection de l'entrepôt 2 (saison 2, épisode 11)
Origine : Les premiers régents.
Pouvoir : Provoque une déshydratation allant jusqu'à la dessiccation de quiconque y pénètre, hormis un agent de l'entrepôt entraîné à déjouer ses pièges.
Le trident de Poseidon (saison 2, épisode 12)
Origine : Il a été mis en sûreté dans l'entrepôt 1 par Alexandre le Grand.
Pouvoir : Lorsqu'il est violemment planté dans le sol trois fois de suite, il ouvre une fissure à la surface de la terre, provoquant tremblements de terre, éruptions volcaniques...
Le poudrier de Lizzie Borden (saison 2, épisode 12)
Origine : Il a appartenu à la célèbre meurtrière (présumée)
Pouvoir : Il pousse la personne qui le tient à tuer ceux qu'il aime le plus à coups de hache.
La tasse à neige (saison 2, épisode 13)
Origine : Suisse.
Pouvoir : Elle projette dans l'air des flocons de neige parfumés à la guimauve.
La boule de gui originelle (saison 2, épisode 13)
Origine : Immémoriale.
Pouvoir : Elle pousse les gens qui se trouvent en dessous à s'embrasser sensuellement.
La balle des tranchées (saison 2, épisode )
Origine : Elle date de la Trêve de Noël de 1914.
Pouvoir : Durant la période de Noël, elle permet de réaliser un souhait en accord avec l'esprit de cette fête.

#### Saison 3
Le cheval de Troie (saison 3, générique)
Origine : Selon la mythologie grecque, arme de siège construit par Épéios assisté d'Athéna, permettant d'y cacher en son flanc Ulysse et un groupe de soldats, pour pouvoir s'introduire à l'intérieur de la cité de Troie et la faire tomber.
Pouvoir : inconnu.
La grenade de Tesla (saison 3, épisode 1)
Origine : Inventée par Claudia Donovan, sur la base du pistolet Tesla.
Pouvoir : Lorsqu'elle est dégoupillée, elle lance une salve électrique pour étourdir un groupe de personnes.
La guitare d'Hendrix (saison 3, épisode 1)
Origine : La guitare électrique de Jimi Hendrix.
Pouvoir : Artefact en 2 parties ; La première partie, la guitare activée peut jouer seule et projeter des salves d'électricité aux alentours jusqu'à la note finale qui a pour pouvoir de perturber le réseau électrique jusqu'à la panne générale pour toute la côte Est des États-Unis (exemple donné dans l'épisode). Pour stopper les effets de la guitare, l'utilisation de la deuxième partie de l'artefact : Le trémolo de Hendrix est nécessaire pour modifier la hauteur des cordes.
Note : C'est la seconde guitare d'Hendrix à rentrer dans l'entrepôt, la première qui est mentionnée est celle brûlée à Finsbury Park en 1967.
Les statues de Zeus et Héra Compendium (saison 3, épisode 1)
Origine : Grèce, font partie d'un ensemble.
Pouvoir : Ces deux statues se détestent cordialement et rejouent sans cesse le rôle mythologique des dieux qu'elles représentent ; Zeus effrayé par la présence de la statue d'Héra lui envoie sans cesse sa foudre.
Le Folio perdu (Le premier folio) (saison 3, épisode 1)
Origine : Le recueil des pièces de William Shakespeare, imprimé 7 ans après sa mort par John Heminges et Henry Condell, maudit par un des acteurs de Shakespeare car il n'arrivait pas à se souvenir de son texte.
Pouvoir : Quiconque voit l'une des gravures meurt dans les mêmes circonstances que celles décrites par l'image. Cette malédiction peut être contrée en faisant réciter à la victime le vers correspondant à l'image avant que cette dernière ne décède.
Le couteau de boucher de Mary Tiphoïde (saison 3, épisode 2)
Origine : Couteau ayant appartenu à Mary Mallon.
Pouvoir : Il permet de transférer des maladies ou blessures à n'importe qui.
L'épingle à cravate de Walter Winchell (saison 3, épisode 2)
Origine : Épingle à cravate ayant appartenu à Walter Winchell, célèbre orateur et journaliste américain spécialisé en rumeurs. Il était réputé pour son aisance à soutirer des informations.
Pouvoir : Elle permet de retirer la mémoire.
Avertissement : Le porteur peut développer une extrême confiance en lui-même.
Les boutons de manchettes de Walter Winchell (saison 3, épisode 2)
Origine : Boutons de manchettes ayant appartenu à Walter Winchell.
Pouvoir : Ils permettent de rendre la mémoire.
Le séquenceur ADN de Rosalind Franklin (saison 3, épisode 3)
Origine : Il s'agit du prototype original du séquenceur d'ADN de cette biologiste moléculaire découvreuse de la structure de l'ADN.
Pouvoir : Permet de séquencer l'ADN d'une personne en quelques instants.
Le spectromètre temporel (saison 3, épisode 3)
Origine : inconnu
Pouvoir : Il permet de revoir ce qu'il s'est passé dans une pièce au cours des cinq dernières heures.
La bobine cible de Nikola Tesla (saison 3, épisode 3)
Origine : Inventée par Nikola Tesla
Pouvoir : Elle permet de développer un champ électrique autour d'elle. Pete, Mika et Steve tirent dessus avec leurs Tesla pour s'entraîner en s'amusant.
Les balles de jonglage de W. C. Fields (saison 3, épisode 3)
Origine : Elles ont appartenu à William Claude Dukenfield
Pouvoir : Elles provoquent ivresse, évanouissement et amnésie concernant les évènements des dernières heures à quiconque les touche. Elles sont au nombre de sept dans l'entrepôt.
Le pinceau de Walt Disney (saison 3, épisode 3)
Origine : Pinceau ayant appartenu à Walt Disney.
Pouvoir : Le pinceau anime, sous forme de dessin animé, directement tout ce qui sort de l'imagination du dessinateur.
La brosse à cheveux de Marilyn Monroe (saison 3, épisode 3)
Origine : Brosse à cheveux ayant appartenu à Marilyn Monroe.
Pouvoir : Elle change la chevelure en blond platine dès qu'elle est utilisée.
Les chaussures de Richard Nixon (saison 3, épisode 3)
Origine : Chaussures ayant appartenu à Richard Nixon.
Pouvoir : Elles entraînent une profonde paranoïa et induisent leur porteur à mener des actions illégales.
Le collier d'Emet (saison 3, épisode 3)
Origine : Artefact de la légende juive du Golem. Au XVIe siècle à Prague, le rabbin Judah Loew, pour empêcher les pogroms contre les juifs des ghettos, confectionna un Golem fait d'argile au front duquel il a inscrit le mot « Emet » (vérité) afin de l'animer.
Pouvoir : Il a la capacité de donner la vie à toute chose.
L'encrier de François Villon (saison 3, épisode 3)
Origine : Encrier ayant appartenu à François Villon, poète et voleur du XVe siècle.
Pouvoir : L'encre jetée sur une surface solide permet de la traverser ou de faire traverser un objet sans qu'il ne rebondisse.
La flasque de Grant (saison 3, épisode 4)
Origine : A appartenu au général Ulysses S. Grant.
Pouvoir : Celui qui boit à la flasque se croit alors en pleine guerre de Sécession et tue tous ceux qu'il croit être des confédérés.
La ruche d'Hatchepsout (saison 3, épisode 4)
Origine : Artefact en deux parties (ruche et abeille), créé à partir de phéromones d'abeilles par Hatchepsout, reine d'Égypte vers 1479 av. J.-C., afin que tous ses sujets lui soient dévoués.
Pouvoir : Dès que quelqu'un se fait piquer par le dard de l'abeille, elle se met à produire des phéromones et transforme toute personne qu'elle touche en ouvrière dévouée à son bien-être et sa protection.
Le shofar de Josué (saison 3, épisode 5)
Intitulé dans l'épisode : Clairon de Joshua.
Origine : Shofar utilisé par Josué pour faire tomber les murs de Jéricho.
Pouvoir : C'est une corne de bélier qui produit un son si puissant qu'elle pulvérise tout sur son passage. Le son produit résonne au niveau moléculaire.
La théière de Beatrix Potter (saison 3, épisode 6)
Origine : Elle a appartenu à la fameuse auteure de livres pour enfants.
Pouvoir : Les boissons préparées dans cette théière plongent dans un état quasi hypnotique, voire hallucinatoire.
La toile "Arbre sous l'orage" (saison 3, épisode 6)
Origine : Huile sur toile (fictive) peinte par Vincent Van Gogh en 1889, considérée comme perdue, ses dimensions sont : 45 (114,3 cm) x 37 (94 cm), pour 566,20 g.
Pouvoir : Un simple mouvement d'air sur la toile déchaîne une tempête torrentielle accompagnée de feuilles mortes en provenance de la toile.
La poignée de porte de l'usine Shirtwaist (saison 3, épisodes 7 et 8)
Origine : L'incendie de l'usine Triangle Shirtwaist en 1911.
Pouvoir : Il a absorbé la détresse et la souffrance des 146 ouvrières restées piégées par le feu dans l'usine et peut la restituer par contact sur une personne, jusqu'à la consumer entièrement.
Le clou du cheminot (saison 3, épisode 7)
Origine : Il fait partie d'un lot d'outils murés lors de la construction de la gare de l'Union à Denver.
Pouvoir : Il provoque la suffocation par intoxication au monoxyde de carbone.
Le baromètre du USS Eldridge (saison 3, épisode 7)
Origine : Il provient du destroyer chargé de l'Expérience de Philadelphie.
Pouvoir : Il permet d'arrêter le temps durant 47 secondes à un endroit donné, hormis pour l'utilisateur.
La cloche de Pavlov (saison 3, épisode 7)
Origine : Elle a servi aux expériences sur le conditionnement menées par le physiologiste et prix Nobel Ivan Pavlov.
Pouvoir : Elle attire les chiens, mais provoque une salivation excessive durant 24 heures.
La carte de Stanley (saison 3, épisode 8)
Origine : Elle a appartenu au journaliste et explorateur Henry Morton Stanley.
Pouvoir : Elle restitue les déplacements d'une personne durant les 12 dernières heures.
La bombe de peinture dissolvante (saison 3, épisode 8)
Origine : Les manifestations au Mur de Berlin en 1989.
Pouvoir : Elle détruit toute matière en quelques secondes à quelques minutes, selon sa résistance.
La médaille de Shirō Ishii (saison 3, épisode 8)
Origine : Elle provient du commandant de l'unité 731, qui faisait des expériences sur des cobayes humains et des recherches sur les armes bactériologiques avant et pendant la Seconde Guerre mondiale.
Pouvoir : Elle restitue les souffrances des personnes torturées durant ces expériences.
L'entrave de Remati (saison 3, épisode 8)
Origine : Elle fut créée par Gengis Khan pour être sûr que l'entrepôt 7 reste sous le contrôle des mongols. Actuellement, il est porté par l'un des régents que l'on nomme "le Gardien".
Pouvoir : Il est conçu pour protéger l'entrepôt du danger, en interposant une barrière impénétrable.
Le mikado de Lloyd Wright (saison 3, épisode 8)
Origine : Il a appartenu à ce célèbre architecte.
Pouvoir : Se présentant comme un assemblage de morceaux de bois, il a la propriété de reproduire la structure à laquelle pense l'utilisateur.
Les jumelles de l'Enola Gay (saison 3, épisode 9)
Origine : Les jumelles de l'équipage de l’Enola Gay - Avion qui a lancé la première bombe atomique sur Hiroshima.
Pouvoir : Quiconque regarde quelqu'un dans les jumelles peut le faire disparaître en poussière ne laissant qu'une ombre projetée, à l'instar de l'explosion atomique qui a soufflé les habitants de la ville ne laissant que leurs ombres gravées sur les bâtiments.
Le bracelet de Carlo Collodi (saison 3, épisode 9 - épisode 12)
Origine : Le bracelet de corde de marionnette appartenant à l'auteur de Pinocchio.
Pouvoir : Son porteur développe une force extraordinaire et possède le contrôle de tout son corps.
Conséquence : Le porteur peut développer une tendance à la mégalomanie.
La torche de Thanatos (saison 3, épisode 10)
Origine : Attribut du dieu Thanatos.
Pouvoir : Artefact cité, mais dont le pouvoir n'a pas été développé.
Le crucifix de Marie Laveau (saison 3, épisode 10)
Origine : Crucifix ayant appartenu à Marie Laveau, la reine du Vaudou.
Pouvoir : Artefact cité, mais dont le pouvoir n'a pas été développé.
Les chaussons de Bodhidharma (saison 3, épisode 10)
Origine : Chaussons ayant appartenu à Bodhidharma.
Pouvoir : Artefact cité, mais dont le pouvoir n'a pas été développé.
Les lunettes d'Albert Butz (saison 3, épisode 10)
Origine : Les lunettes de vue d'Albert Butz, le créateur du thermostat.
Pouvoir : Elles permettent de réguler la température d'un individu et de la stabiliser.
Eau de vie Faucet (saison 3, épisode 10)
Origine : Inconnue, provient certainement du terme Faucet appartenant dorénavant à l'anglais américain et désignant un robinet.
Pouvoir : L'eau contenue dans le réservoir est un mastic hydrodynamique qui recouvre ce qu'il touche.
Le sultan Sallah de Suckwad (saison 3, épisode 10)
Origine : Kiosque de voyance automatique.
Pouvoir : Une carte de prédiction est délivrée par l'automate lorsqu'elle est activée. Agissant par autosuggestion, elle distille un sentiment de frayeur.
Le pot de verre de l'expédition Donner (saison 3, épisode 10)
Origine : Durant l'hiver 1846, un convoi d'hommes, femmes et enfants perdus dans la Sierra Nevada recourut à des mesures radicales pour survivre allant jusqu'au cannibalisme. Les rescapés cachèrent alors leur argent dans le pot.
Pouvoir : Lorsqu'une personne dépose de l'argent dans le pot, cela crée une sensation de froid intense et de faim extrême chez le dépositaire pouvant le conduire à la mort.
La pièce de Janus (saison 3, épisode 11)
Origine : Pièce en or représentant le dieu romain Janus.
Pouvoir : Elle dissocie les souvenirs et la conscience d'une personne, lui permettant d'enterrer son ancienne vie et d'en commencer une nouvelle, sans qu'elle ne soit parasitée par ses souvenirs et ses remords.
Le cordage du Mary Celeste (saison 3, épisode 12)
Origine : Cordage du vaisseau fantôme Mary Celeste.
Pouvoir : Une fois activé, il s'enroule autour de tout être à portée et l'enserre jusqu'à étouffement. Ce qui explique la légende entourant le Mary Celeste.
Le métronome de Johann Nepomuk Mælzel (saison 3, épisode 12)
Origine : Métronome breveté par Johann Nepomuk Mælzel.
Pouvoir : Il permet de maintenir indéfiniment quelqu'un en vie, tant qu'il n'est pas arrêté manuellement.
Avertissement : Si la personne ressuscitée se voit infliger une douleur, la personne qui a utilisé le métronome se voit infliger la même douleur.
Le pass backstage de Janis Joplin (saison 3, épisode 12)
Origine : Le pass de coulisse de Janis Joplin.
Pouvoir : Il transporte l'utilisateur à n'importe quel concert qui ne s'est jamais produit.
Avertissement : L'utilisateur doit boire une bouteille de Jack Daniel après chaque concert (information donnée par l'acteur Eddie McClintock (interprète de Pete Latimer) au cours du Comic-Con de San Diego en 2010)[réf. souhaitée].

#### Saison 4
L'astrolabe de Fernand de Magellan (en deux parties) (saison 4, épisode 1)
Origine : Il a appartenu au célèbre navigateur portugais Fernand de Magellan.
Pouvoir : Quand les deux parties de l'astrolabe sont réunies, elles permettent de remonter le temps de 24 heures.
La toge de Gandhi (saison 4, épisode 1)
Origine : Elle a appartenu à Gandhi.
Pouvoir : Produit 1 000 ondes de paix
La clé de la porte des rêves (saison 4, épisode 2)
Origine : La clé Appartenait à H. P. Lovecraft.
Pouvoir : La personne qui touche la clé devient un monstre aux yeux des personnes qui sont à proximités.
Les lunettes de John A. Macready (saison 4, épisode 3)
Origine : Elles ont appartenu à John A. Macready qui est le 1er à avoir commercialisé les lunettes aviateur.
Pouvoir : La personne qui porte les lunettes reflète tellement la lumière qu'il devient invisible.
Avertissement : Lorsqu'on enlève les lunettes, on devient aveugle durant une période plus ou moins longue dépendant du temps où on a porté les lunettes. (Si on porte les lunettes 1 heure, on devient aveugle pendant 2 heures).
La pipe du commandant Cousteau (saison 4, épisode 3)
Origine : Elle a appartenu à Jacques-Yves Cousteau, inventeur du 1er scaphandre autonome.
Pouvoir : Elle permet de contrôler la météo et de provoquer de violents orages.
Les clubs de golf de Bobby Jones (saison 4, épisode 3)
Origine : Ils ont appartenu au golfeur Bobby Jones.
Pouvoir : La personne qui détient les clubs de golf devient violente si on le contrarie.
La cloche de vache (saison 4, épisode 3)
Origine : Cette cloche est la cause de l’incendie de Chicago et celui de Londres.
Pouvoir : Elle fait une boule de feu quand elle sonne.
Le gaufrier des sœurs Tatin (saison 4, épisode 3)
Origine : Il a appartenu aux sœurs Tatin.
Pouvoir : Il fait de délicieuses gaufres.
Avertissement : Après en avoir mangé une, la personne a la tête « retournée ».
La cage à oiseaux (saison 4, épisode 3)
Origine : Elle a appartenu à Alfred Hitchcock.
Pouvoir : les oiseaux en contact avec cette cage ont des envies meurtrières.
Le violon de Napoléon Bonaparte (saison 4,épisode 3)
Origine : Il a appartenu à Napoléon pendant son exil à l'Île de Sainte-Hélène.
Pouvoir : À chaque note, une violente boule d'énergie est produite.
Le sac de billes de Bobby Fischer (saison 4,épisode 4)
Origine : Il a appartenu au champion d'échec Bobby Fischer.
Pouvoir : Une seule des billes du sac améliore la concentration et le dynamisme.
Avertissement : En cas d'utilisation prolongé, la bille rend extrêmement violent, dément et la personne peut être victime d'un AVC.
L’étui à cigarette de Scott Joplin (saison 4,épisode 4)
Origine : Il a appartement au pianiste Scott Joplin.
Pouvoir : Permet d'aspirer la souffrance des autres aux dépens de sa propre santé.
L'écharpe de Primo Levi(saison 4, épisode 5)
Origine : Elle appartenait à ce fameux écrivain.
Pouvoir : Elle stimule l'imagination et l'intelligence, prodiguant une hardiesse de pensée et des épisodes prolifiques d'écriture. Cependant, elle rend le porteur enclin à des crises de vertiges allant jusqu'à des chutes.
Les fusils des Hatfield et des McCoy (saison 4, épisode 5)
Origine : Ils proviennent de l'affrontement entre ces deux clans en Virginie (Hatfield–McCoy feud (en)), entre 1863 et 1891.
Pouvoir : Chacun des fusils est attiré par l'autre. À courte distance, l'attraction est irrésistible. À très courte portée, les deux armes ouvrent le feu.
Les plaques d'identité militaires de John Giltoy (saison 4, épisode 5)
Origine : La marche de la mort de Bataan.
Pouvoir : Elles permettent de réaliser les souhaits concernant les personnes aimées.
Le miroir de Lewis Carroll (saison 4, épisode 6)
Origine : Il a été créé par Lewis Carroll.
Pouvoir : Il permet à Alice (du pays des merveilles) de sortir du miroir pour occuper le corps d'une autre personne.
Avertissement : Alice est une tueuse en série et ne sort que si quelqu'un la remplace pour devenir prisonnier du miroir à son tour.
Note : Il est déjà apparu dans la saison 1, épisode 9.
Le clou d'or du premier chemin de fer transcontinental (saison 4, épisodes 7 et 15)
Origine : Il fut posé par Leland Stanford pour marquer le point de jonction entre les voies ferrées Ouest et Est dans l'Utah.
Pouvoir : Il réduit les effets néfastes d'autres artefacts. Dans l'épisode 15, il bloque l'expansion de l'entrepôt, provoquant des micro-séismes induits.
Le dé à coudre d'Harriet Tubman (saison 4, épisode 7)
Origine : Il appartenait à Harriet Tubman.
Pouvoir : Il permet de prendre l'apparence de n'importe qui.
Note : il apparaît déjà dans la saison 1, épisode 12.
Le bol de marbre blanc du Colosse de Rhodes (saison 4, épisode 7)
Origine : Il a été sculpté dans les débris du Colosse de Rhodes.
Pouvoir : Il provoque une augmentation de la taille, avec des douleurs articulaires aiguës, allant jusqu'à une mort par écartèlement.
L'éclat d'obus issu d'une attaque sur le Musée de Bagdad (saison 4, épisode 8)
Origine : En service, le soldat Cody Bell a sauvé deux soldats victimes d'une bombe artisanale et a reçu un éclat d'obus dans la poitrine, qui est devenu un artefact.
Pouvoir : Il décuple la force. Cependant, certaines personnes touchées développent des symptômes similaires à la rouille.
Le cordon de vilenie (saison 4, épisode 9)
Origine : Le sultan Mehmed II.
Pouvoir : Il rend agressif et paranoïaque.
Le coffret au tatouage (saison 4, épisode 9)
Origine : Il provient de la peau d'Ignati Grinevitski, révolutionnaire russe.
Pouvoir : Le tatouage se transfère sur la personne qui le touche, provoquant chez elle une chaleur intense, jusqu'à l'explosion. Il peut se déplacer de personne à personne.
Le rouleau de parchemin d'ambre (saison 4, épisode 9)
Origine : Inconnue (Pline l'Ancien ?).
Pouvoir : Il piège la personne qui le touche dans l'ambre.
Le cadre d'acacia de Rembrandt (saison 4, épisode 9)
Origine : Ce cadre de tableau a été fabriqué pour Rembrandt van Rijn.
Pouvoir : Il attire les gens dans le tableau, jusqu'à ce qu'ils en soient partie prenante.
Le générateur d'hologrammes d'Hugo (saison 4, épisode 10)
Origine : Il a été conçu par Hugo Miller, ancien agent de l'entrepôt.
Pouvoir : Il permet d'envoyer un hologramme de soi-même à distance.
La corde d'Isaac Parker (saison 4, épisode 10)
Origine : Elle a appartenu au "Hanging Judge" Isaac Parker, juge américain du XIXe siècle.
Pouvoir : Elle enserre par le cou, soulève du sol et étrangle toutes les personnes présentes.
Le cobra de Ray Bengali (saison 4, épisode 10)
Origine : Inconnue.
Pouvoir : Inconnu. Il est enfermé dans un panier d'osier sous forme de fumée.
L'orchidée chinoise (saison 4, épisode 10)
Origine : Elle fut envoyée aux gouvernements européens au XVe siècle par l'Empereur de Chine, en guise d'avertissement contre leurs mesures de rétorsion.
Pouvoir : Elle propage la suette anglaise.
La dague de Francesco Borgia (saison 4, épisode 10)
Origine : Elle fut la propriété de Francesco de Borgia y Mila.
Pouvoir : Elle a la faculté de guérir les cas de possession ou de double personnalité, restaurant l'entité "bonne" aux dépens de la "mauvaise".
La pendule de Sigmund Freud (saison 4, épisode 11)
Origine : Elle a appartenu au fondateur de la psychanalyse.
Pouvoir : Elle permet d'explorer l'inconscient de quelqu'un.
La casquette de William Hornaday (saison 4, épisode 11)
Origine : Elle a appartenu à ce zoologiste américain.
Pouvoir : Enferme les personnes ciblées dans un cocon de fibres très résistantes.
Le plan des catacombes de Baudin (saison 4, épisode 11)
Origine : Il a été tracé par le cartographe Nicolas Baudin.
Pouvoir : Grâce à cette carte, on peut localiser tout endroit des catacombes de Paris, mais seulement à l'aide d'un code bien dissimulé.
La bague du Comte de Saint-Germain (saison 4, épisode 11)
Origine : Elle fut la propriété de ce célèbre alchimiste réputé immortel.
Pouvoir : Elle permet de "ressusciter" les plantes et fleurs mortes. Combinée à l'orchidée chinoise, elle annule ses effets.
La lampe de mineur (saison 4, épisode 12)
Origine : Elle provient de la catastrophe de Courrières de 1906.
Pouvoir : Elle permet d'ouvrir des failles dans le sol capables d'engloutir une personne et plus encore, son effet pouvant aller jusqu'à provoquer des glissements de terrain importants.
La lucarne du Norge (saison 4, épisode 12)
Origine : Elle provient du premier dirigeable à avoir survolé le pôle Nord.
Pouvoir : Elle provoque émotion et fascination.
La spirale Feng shui (saison 4, épisode 12)
Origine : Inconnue, mais on sait qu'elle existait déjà au temps de l'entrepôt 6 (IXe au XIIIe siècle).
Pouvoir : Il ne s'agit pas réellement d'une spirale, mais de deux cercles concentriques qui permettent de déterminer l'origine d'un artefact et quelle émotion particulièrement violente l'a initié.
Le manuscrit inachevé d'Anthony Bishop (saison 4, épisode 13)
Origine : Il provient d'un auteur de polars des années 40.
Pouvoir :Il piège les utilisateurs dans le livre jusqu'à ce qu'ils résolvent l'intrigue.
Les gants de Carey Loftin (saison 4, épisode 13)
Origine : Ils appartenaient à l'un des cascadeurs les plus réputés d'Hollywood.
Pouvoir : En touchant un véhicule, ces gants le rendent intangible, lui permettant de traverser tout obstacle sans dégâts.
L'éléphant de jade (saison 4, épisode 13)
Origine : Il fut créé par le sage hindou Vyāsa.
Pouvoir : Il absorbe, puis restitue l'énergie électrique.
La médaille de Saint Joseph de Cupertino (saison 4, épisode 14)
Origine : Elle a appartenu à ce moine franciscain célèbre pour ses miracles.
Pouvoir : Elle permet de faire léviter la personne de son choix, y compris soi-même. Cependant, la dernière personne ayant subi ses effets se voit propulsée dans la stratosphère, où elle meurt d'hypoxie avant de retomber brutalement au sol.
La couverture de cheval de Sitting Bull (saison 4, épisode 14)
Origine : Elle fut la propriété de ce grand chef et médecin des Lakotas.
Pouvoir : Permet à un cheval et à un cavalier de devenir un seul être, en transférant l'adrénaline du cavalier au cheval, ce qui permet au cheval d'accomplir de grandes performances au prix de la vie du cavalier.
Les bottes de Pancho Villa (saison 4, épisode 14)
Origine : Villa les a portées, accomplissant de nombreux crimes.
Pouvoir : Chargées de la douleur de ses victimes, elles permettent de ne ressentir aucune culpabilité, tristesse ou dégoût de soi quoi que l'on fasse. Cependant, il est nécessaire au préalable de marcher sur un mile en les portant.
L'escamoteur (saison 4, épisode 15)
Origine : Il s'agit d'un projet avorté de la CIA des années 1950.
Pouvoir : Il s'agit d'un système de camouflage qui dissimule l'entrepôt au monde extérieur : personnes physiques mais aussi satellites, radar ou toute détection aérienne.
Note : en V.O. on parle de FISH, soit "Frequency-Interfering Surveillance Holograph".
La mâchoire de Pachycrocuta (saison 4, épisode 15)
Origine : Il s'agit d'une mâchoire fossilisée appartenant à une hyène géante préhistorique.
Pouvoir : Lorsqu'elle est utilisée, elle envahit la cible d'une peur atroce. Elle devient également prognathe, et régresse à l'état primal ; son apparence et son comportement font penser à un homme de Néanderthal. L'utilisation prolongée donne au détenteur l'état d'esprit d'un prédateur féroce.
L'amphore de Pompéi (saison 4, épisode 16)
Origine : L'Éruption du Vésuve en 79.
Pouvoir : Elle répand un flux de lave sans fin qui brûle tout sur son passage.
L'horloge de Ludwig van Beethoven (saison 4, épisode 16)
Origine : Elle fut offerte à Beethoven par son ancien professeur de piano.
Pouvoir : Ceux qui en sont victimes ressassent inlassablement les symphonies et concertos de Beethoven dans leur tête, jusqu'à ne plus rien entendre d'autre. À terme, la cible devient sourde. La seule manière de contrer ses effets est de neutraliser la pendule elle-même, mais aussi la figurine d'Aphrodite qui figurait sur son fronton.
L'ampoule de lumière noire de Jerry Garcia (saison 4, épisode 16)
Origine : Elle a appartenu au guitariste et leader du groupe Grateful Dead.
Pouvoir : Elle donne un aspect psychédélique à tout ce qu'elle éclaire.
Le Masque de Sodome et Gomorrhe (saison 4, épisode 17)
Origine : Il fut créé lorsque Dieu a abattu sa colère sur les villes notoirement pécheresses. La femme de Loth a été changée en statue de sel, laissant derrière elle cet artefact en forme de visage.
Pouvoir : Chaque fois que quelqu'un consomme du sel provenant du masque, il reçoit une punition ironique et généralement fatale fondée sur son plus grand péché non confessé. La seule façon d'arrêter l'effet est qu'il avoue le péché dont il est châtié.
Les lunettes d'aviateur d'Orville Wright (saison 4, épisode 17)
Origine : Elles ont appartenu à ce précurseur de l'aviation.
Pouvoir : Elles permettent à l'utilisateur de s'infiltrer dans l'esprit d'un autre, accédant ainsi à ses capacités intellectuelles et contrôlant ses actions. Cependant, si cela est renouvelé, la victime subit des crises de plus en plus sévères pouvant aller jusqu'à la mort.
Le masque de sommeil de Joseph Staline (saison 4, épisode17 )
Origine : C'était le seul moyen qu'avait ce dictateur paranoïaque pour s'endormir.
Pouvoir : Celui qui met le masque va trouver instantanément un sommeil profond. L'inconvénient est que, pendant trente secondes après son réveil, il aura une envie de vodka.
Le foulard de Sir Isaac Newton (saison 4, épisode 17)
Origine : Il appartenait à ce fameux scientifique.
Pouvoir : Le porteur devient un scientifique éclairé, ce qui peut le mener à des découvertes importantes pouvant changer la face du monde. S'il est utilisé trop longtemps, l'attraction gravitationnelle augmente jusqu'à ce que le porteur ne puisse plus se déplacer.
La boîte à secrets pyramidale de Dan Seavey (saison 4, épisode 18)
Origine : Elle a été créée par Dan Seavey "le Flamboyant".
Pouvoir : C'est un indice - en deux éléments - qui permet de retrouver le trésor de ce pirate.
Le marteau et le ciseau d'Auguste Rodin (saison 4, épisode 18)
Origine : Ils ont appartenu à ce célèbre sculpteur.
Pouvoir : Ils ont la capacité de faire apparaître ce qui se cache dans la matière.
Le collier de l'hexagramme universel (saison 4, épisode 18)
Origine : Il fut créé par l'occultiste Aleister Crowley.
Pouvoir : Celui-ci l'a imprégné du pouvoir de créer une projection spectrale semblable à de la fumée. Elle est affectée par le son d'un contre-ut (Do 4, une note très aiguë qui correspond à 523 Hz, ou Do 5, 1,046 kHz).
Les aimants de Franz Mesmer (saison 4, épisode 18)
Origine : Ils ont appartenu à ce fameux magnétiseur.
Pouvoir : - Lorsqu'un aimant touche quelqu'un, il fait subir à la victime des illusions visuelles par le pouvoir de la suggestion. Les aimants peuvent être utilisés séparément pour toucher plusieurs personnes à la fois
La pierre philosophale (saison 4, épisodes 18 à 20)
Origine : Elle fut fabriquée par Paracelse, le gardien de l'entrepôt 9.
Pouvoir : La légendaire pierre philosophale était réputée pour transmuter les métaux de base en or. Elle est également utilisée pour créer un remède universel, l'élixir de vie, qui peut être utilisé pour procurer un rajeunissement physique ou même l'immortalité.
La stèle de bronze mésopotamienne (saison 4, épisode 19)
Origine : On sait uniquement qu'elle est utilisée par l'entrepôt depuis 1250 av. J.C. (au moins.)
Pouvoir : Elle est un élément essentiel du "bronzeur".
La radio et le casque d'aviation de Barry Seal (saison 4, épisode 19)
Origine : Ils appartenaient à ce pilote et trafiquant de drogue ayant des liens troubles avec la DEA.
Pouvoir : Ils permettent la communication entre deux personnes sur toute distance et à travers tout obstacle, même lorsque d'autres méthodes ne fonctionneront pas.
L'habitacle de l'USS Squalus (saison 4, épisode 19)
Origine : Il a été tiré de l'USS Squalus, un sous-marin qui a coulé en 1939. Une grande partie de l'équipage a cependant survécu pendant 40 heures avec une quantité minimale d'oxygène.
Pouvoir : Il retire l'oxygène d'une zone et permet de l'entreposer à l'intérieur de l'habitacle pour une utilisation ultérieure.
Le cornet acoustique du XVIe siècle (saison 4, épisode 20)
Origine : Inconnue.
Pouvoir : Cet artefact est en deux parties : un petit cornet qui sert à parler, tel un micro, un plus gros qui permet de restituer sa voix à distance.
La coupelle en cuivre de la Vie et de la Mort (saison 4, épisode 20)
Origine : L'Égypte antique. Elle fut utilisée par Paracelse au XVIe siècle.
Pouvoir : Combinée avec la formule alchimique appropriée, elle permet à l'utilisateur de devenir immortel. Cela nécessite le sacrifice de nombreuses personnes vivantes pour atteindre cet objectif.
Le scalpel de Hua Tuo (saison 4, épisode 20)
Origine : Il était la propriété de ce fameux médecin chinois.
Pouvoir : Bien utilisé, il pratique une chirurgie parfaite, supprime les impuretés du corps et aide à la guérison.
La fibule d'Hippocrate (saison 4, épisode 20)
Origine : Elle appartenait à ce grec précurseur de la médecine.
Pouvoir : Cet objet qui fermait la toge d'Hippocrate, fondu et combiné avec le scalpel d'Hua Tuo, entraîne des pouvoirs de guérison extraordinaires.
Le ruban du Gardien (saison 4, épisode )
Origine : Inconnue, il existe probablement depuis la création de l'entrepôt.
Pouvoir : Il est utilisé pour transférer la connexion de l'entrepôt à un nouveau Gouverneur - ou pour déconnecter un Gouverneur de l'entrepôt.

### Autres entrepôts
1. Entrepôt 1 : Fondé par Alexandre le Grand (-336 à -323[27]) ;
2. Entrepôt 2 : se situe en Égypte (-323 à 30[27]) ;
3. Entrepôt 3 : se situe à Rome (30 à 434[27]) ;
4. Entrepôt 4 : se situe en Asie centrale (434 à 453[27]) ;
5. Entrepôt 5 : se situe au sein de l'Empire byzantin (453 à 813[27]) ;
6. Entrepôt 6 : se situe au Cambodge (813 à 1219[27]) ;
7. Entrepôt 7 : se situe à Karakorum (1219 à 1260[27]) ;
8. Entrepôt 8 : se situe en Allemagne (1260 à 1517[27]); ;
9. Entrepôt 9 : se situe à Constantinople (ancienne appellation de l'actuelle Istanbul) (1517 à 1566[27]) ;
10. Entrepôt 10 : se situe à Agra (1566 à 1725[27]) ;
11. Entrepôt 11 : se situe à Moscou (1725 à 1830[27]) ;
12. Entrepôt 12 : se situe en Grande-Bretagne (1830 à 1914[27]).
13. Entrepôt 13 : se situe en Dakota du Sud
14. Entrepôt 14 : se situera peut-être à Pékin[28]

## Commentaires
Plusieurs crossover entre les séries télévisées Eureka et Warehouse 13 ont eu lieu :
- Le premier a été diffusé le 3 août 2010 aux États-Unis[29]. C'est au cours de l'épisode 5 de la deuxième saison de Warehouse 13 que Douglas Fargo, de Global Dynamics (la société d’Eureka), est envoyé à l'entrepôt.
- Le deuxième a été diffusé le 6 août 2010 aux États-Unis[29] et le 18 janvier 2010 sur Syfy en France[30]. C'est au cours de l'épisode 5 de la quatrième saison d’Eureka que « Claudia Donovan » de Warehouse 13 se rend à Eureka pour découvrir certaines technologies et aider sur une enquête aux conséquences mortelles.
- Le troisième a été diffusé le 15 août 2011 aux États-Unis[31]. C'est au cours de l'épisode 6 de la troisième saison de Warehouse 13 que Douglas Fargo vient demander de l'aide à l'équipe de Warehouse 13[31].